# Джерело Чайка
Джерело́ Ча́йка — гідрологічна пам'ятка природи місцевого значення в Україні. Розташована в межах Головненської селищної територіальної громади Ковельського району Волинської області, у південно-західній частині селища Головне, за 0,18 км на схід від перехрестя вул. Грушевського та вул. Гоголя, у полі за приватним городом.
Площа 0,02 га. Статус надано 1977 року за рішенням Волинського облвиконкому від 26.09.1977 № 468-р. Перебуває у віданні Головненської селищної ради.
Статус надано з метою збереження водного джерела у карстовій воронці, яке має постійну температуру води +9 і є наповнювачем річки Нережа (впадає у оз. Велике Згоранське).

## Галерея

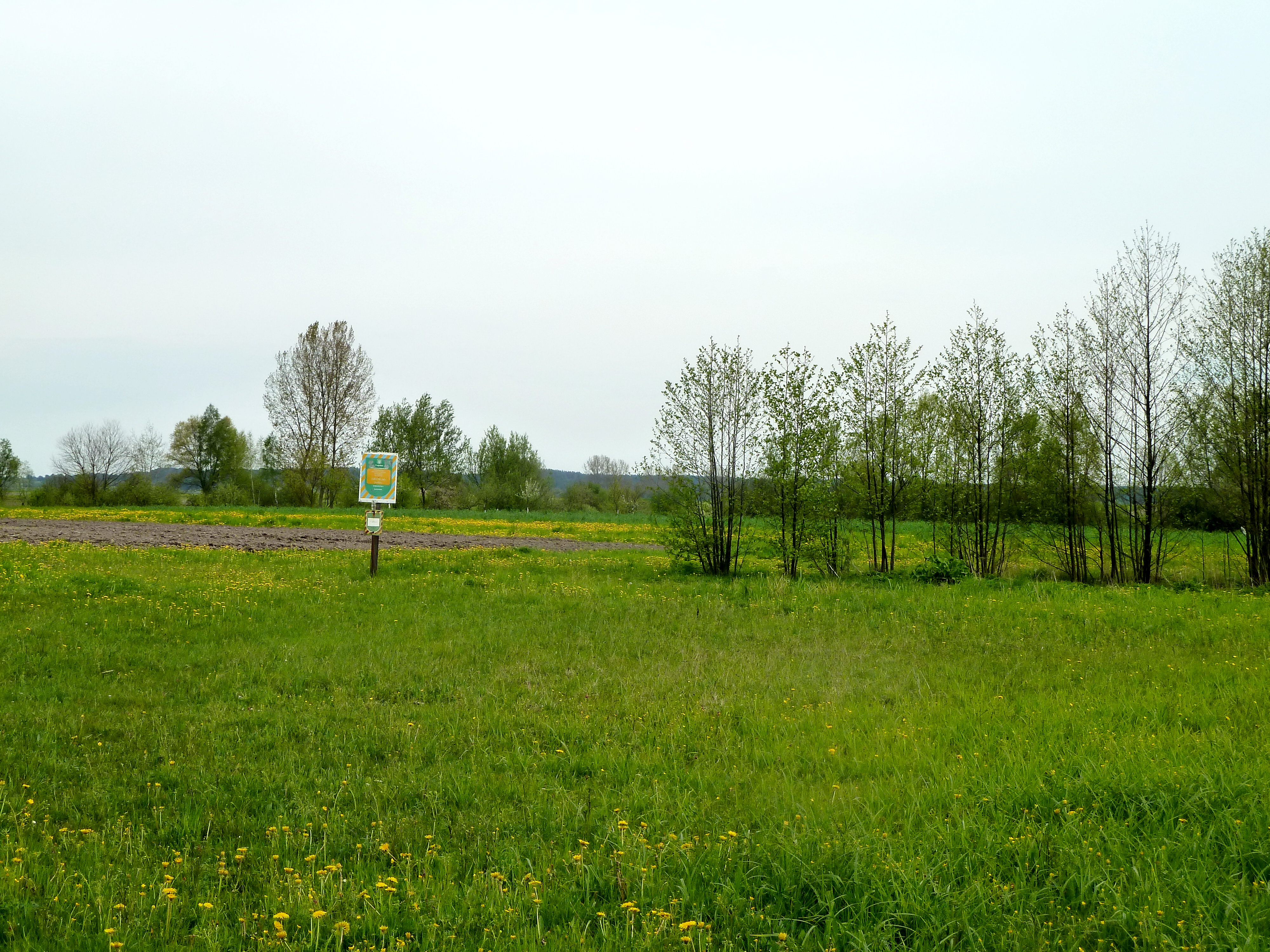
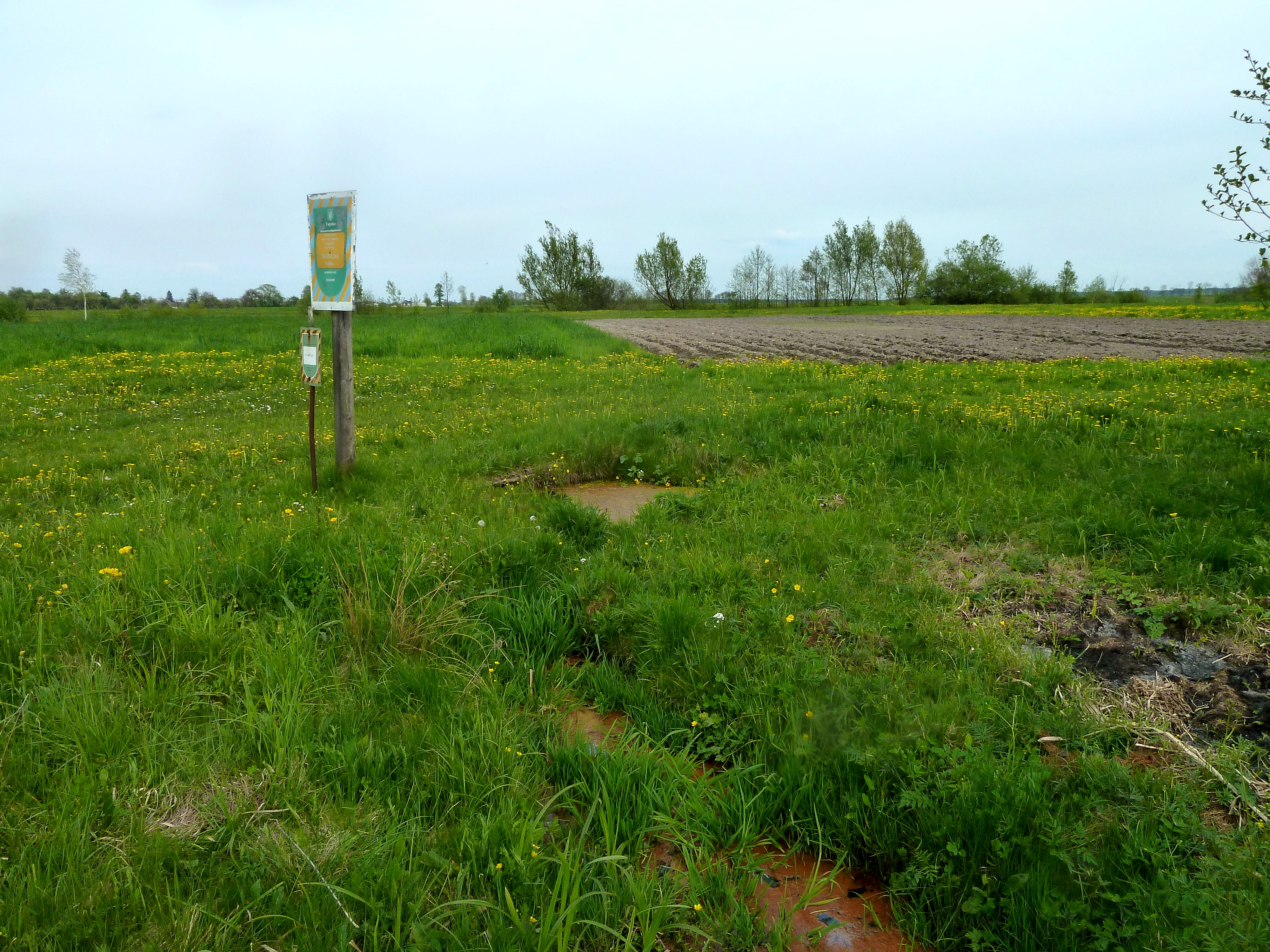
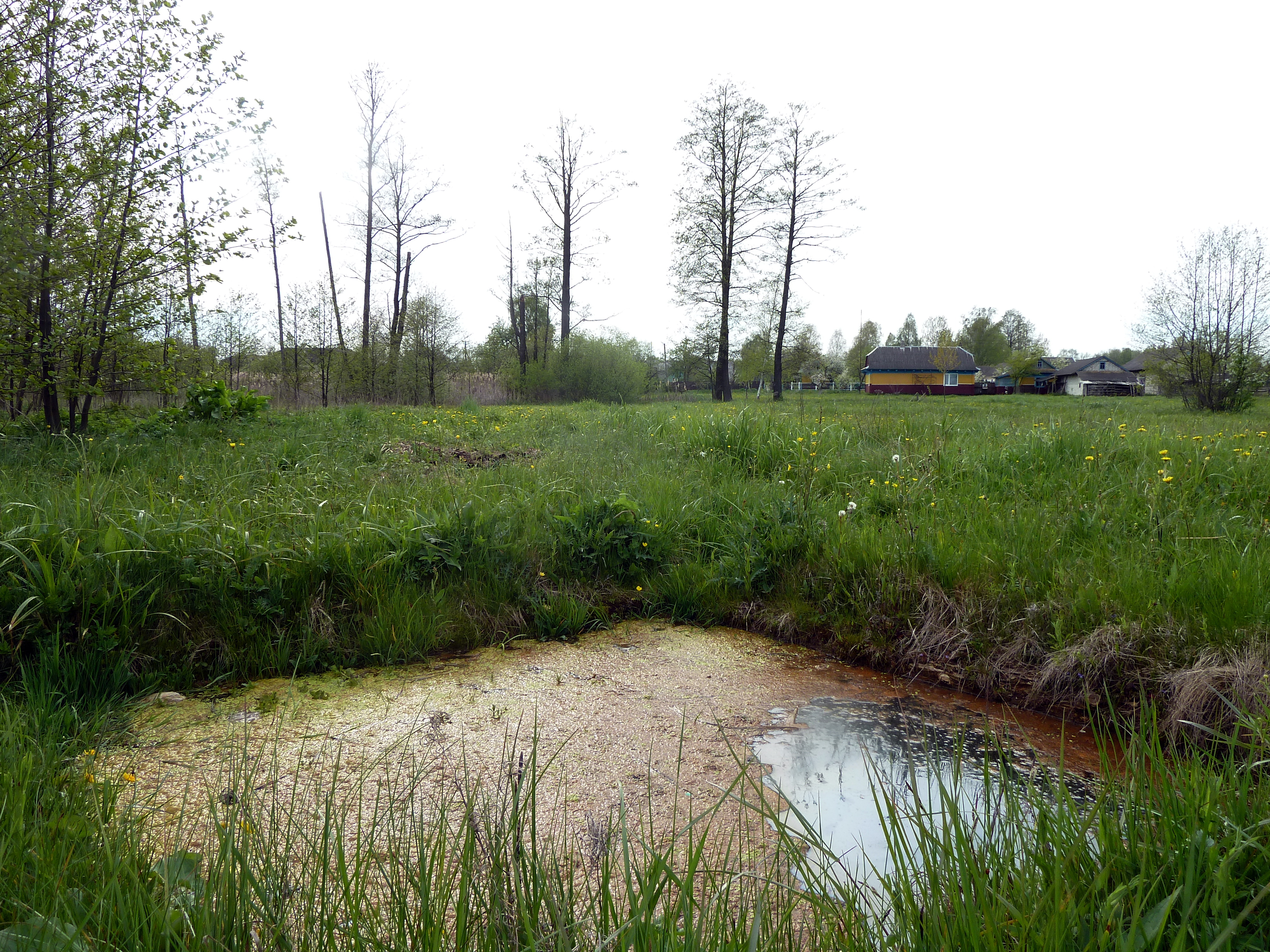